# Bart Gordon
Barton Jennings Gordon (ur. 24 stycznia 1949) – amerykański polityk, członek Partii Demokratycznej. W  latach 1985-2011 był przedstawicielem szóstego okręgu wyborczego w stanie Tennessee do Izby Reprezentantów Stanów Zjednoczonych.